# Casinaria longiterebrae
Casinaria longiterebrae är en stekelart som beskrevs av Maheshwary och Gupta 1977. Casinaria longiterebrae ingår i släktet Casinaria och familjen brokparasitsteklar. Inga underarter finns listade.